# 意志的勝利
《意志的胜利》（德語：Triumph des Willens）是1935年德國導演萊尼·里芬斯塔爾拍摄的影片。影片记述了1934年纳粹党在纽伦堡召开的全国党代会，此次党代会共有逾700,000名纳粹支持者出席。阿道夫·希特勒委托萊尼·里芬斯塔爾制作了这部影片，元首的名字亦在片头出现，其在制作过程中起到了执行制片人的角色。本片的主题意在顯示德国已重返世界大国行列，希特勒成为了国家的真正领袖并将为德意志带来荣耀。该片拍摄于1934年长刀之夜后，故许多重要的納粹冲锋队人物没有在片中出现。
《意志的胜利》发布于1935年，并迅速成为政治宣传影片的代表作之一。里芬斯塔尔因本片在德國、美国、法國、瑞典等国获奖。她在影片中使用的一些技法，例如移动摄影、使用长焦镜头制造扭曲视角、航拍以及音乐和影片的结合技巧使这部影片在电影历史上具有独特地位，对之后的纪录片和影视作品产生了深远的影响。
由于表现出对纳粹主义的拥护以及大量展示纳粹标志，该片在二战后的東德和西德被禁止公映。

## 情节
影片以一个文字序幕开始，依次出现在灰色背景上：
| Am 5. September 1934 1934年9月5日 |
| 20 Jahre nach dem Ausbruch des Weltkrieges 世界大战爆发后20年                                                                           |
| 16 Jahre nach dem Anfang deutschen Leidens 德国开始遭受苦难后16年                                                                       |
| 19 Monate nach dem Beginn der deutschen Wiedergeburt 德意志开始復興后19个月                                                             |
| flog Adolf Hitler wiederum nach Nürnberg, um Heerschau abzuhalten über seine Getreuen 阿道夫·希特勒再次飞临纽伦堡检阅他忠诚追随者的队伍 |

### 第一天

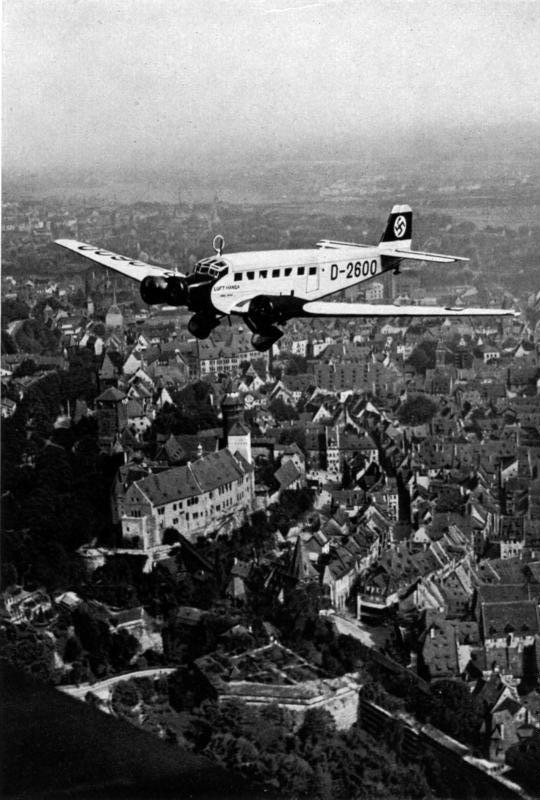
第一天：希特勒的飞机到达纽伦堡

影片由从云层之上俯瞰紐倫堡老城的镜头开始，随后穿过云朵飞过地面上集结的人群，意在表现出美丽而庄严的场景。伴随着管弦乐演奏的《霍斯特·威塞尔之歌》旋律，希特勒飞机的阴影在地面上投下十字形，阴影掠过其下行进中的渺小人群。抵达纽伦堡机场后，希特勒和其他納粹黨领导人走下飞机，人群爆发出雷鸣般的掌声和欢呼声。迎着同样激动的人群，他乘车进入纽伦堡市区，到达他所下榻的酒店，夜间亦在此处举行了晚间游行。

### 第二天
以纽伦堡的清晨影像开始，伴奏为理查德·瓦格纳《纽伦堡的名歌手》第三幕的序曲（“Wach Auf!”）。随后是党代会参与者准备开幕的蒙太奇镜头，以及纳粹党的高级官员到达全国党代会集会场的画面。影片随后转至开幕式，鲁道夫·赫斯宣布党代会开幕。之后影片展示了纳粹党各官员的分工以及他们的演说片段，包括約瑟夫·戈培爾、阿爾弗雷德·羅森堡、漢斯·法郎克、弗里茲·托特、罗伯特·莱伊和尤利乌斯·施特莱彻。后面的场景是國家勞役團的露天阅兵式，画面为持有铁锹的男子进行准军事训练。希特勒发表了他对国家劳役团的第一次演说，赞扬了他们建设德国的劳动。这一天由冲锋队的火炬游行场面结束，冲锋队领导人维克多·鲁茨对人群发表了演说。

### 第三天

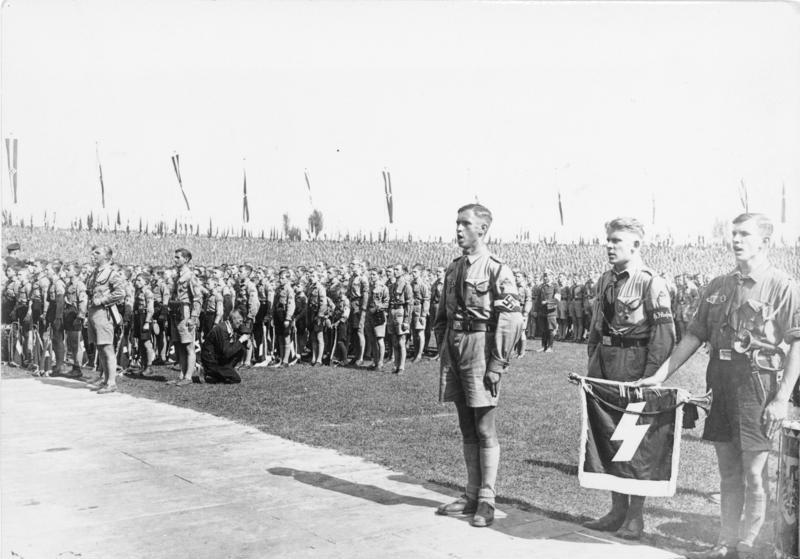
第三天：希特勒青年团的集会

以希特勒青年团在体育场的集会开始，镜头拍下了纳粹高级官员到达检阅场的画面，并由巴尔杜尔·冯·席拉赫宣告希特勒的到来。希特勒随后对青年发表讲话，他使用了许多军国主义的词汇，提到他们必须锻炼自己并准备牺牲。随后一行人与维尔纳·冯·勃洛姆堡将军一起检阅了德國国防军骑兵和装甲部队。当晚希特勒对纳粹党低级别官员发表了另一个演说，纪念纳粹党上台的第一年，并宣称党和国家是一体的。

### 第四天

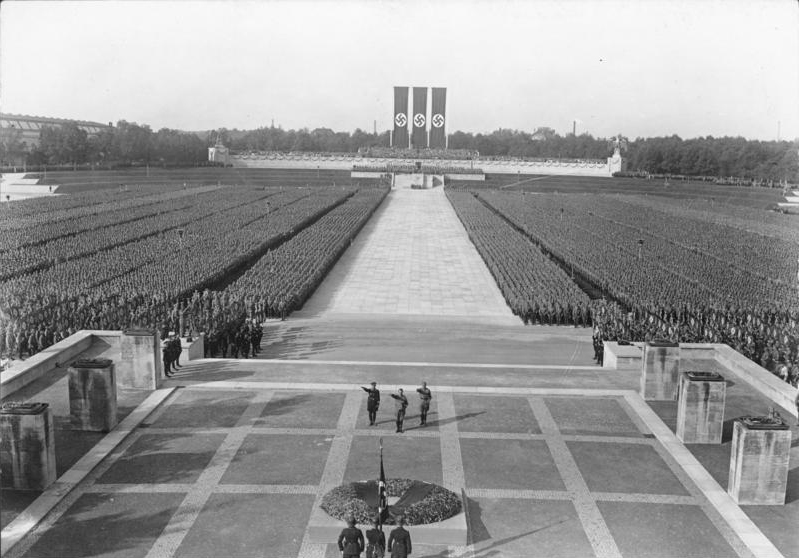
第四天：向第一次世界大战纪念碑敬献花圈

这一天是影片的高潮部分，有许多令人印象深刻的影像。希特勒、海因里希·希姆莱、维克多·鲁茨三人穿过超过15万冲锋队和党卫队队员的队伍，走向第一次世界大战纪念碑敬献花圈。随后，希特勒检阅了冲锋队和党卫队的游行，希特勒和维克多·鲁茨针对冲锋队员的长刀之夜清洗发表了演说。鲁茨强调了冲锋队对纳粹政权的忠诚，希特勒则赦免了曾由恩斯特·罗姆带领犯下罪行的冲锋队。之后，希特勒持血旗（啤酒馆政变中使用的旗帜）与新的纳粹组织旗帜接触以使其神圣化。随后是在纽伦堡圣母堂前的游行。希特勒在影片最后致闭幕词。他重申了纳粹党在德国的重要地位，宣称“所有忠诚的德国人都会成为国家社会主义者，只有最优秀的国家社会主义者是党的同志！”。魯道夫·赫斯之后带领人群向希特勒行纳粹礼，标志着党代会的结束。全体与会者唱起了《霍斯特·威塞尔之歌》，镜头对准了会场的巨大納粹黨旗。画面随即淡入到一队身着纳粹党制服的男子行进，与歌词“同志们倒在红色战线与反动派的枪口下，我们的队伍精神饱满地向前迈进”相切合。

## 起源
希特勒掌权后不久，他叫我去见他，提到他想要为党代会拍摄一部影片想让我来拍摄。我的第一反应是说无论是党代会还是党的组织，我都一无所知，因此我所拍的必定都是些不合适的东西，没人会喜欢——且即便我具备拍纪录片的能力，我之前却从未尝试过。希特勒说，这正是他想要让我来拍摄的原因：那些对人物和组织各自相应重要性均有了解的人，也许会拍摄出一部严谨准确的影片，但这并不是他想要的。他想拍出一部从非专业人士眼中表现党代会的电影，只选取最具艺术价值的——视觉角度的场面。他希望这部影片能打动并吸引那些不一定对政治感兴趣的观众，并给他们留下深刻印象。
 — 莱尼·里芬斯塔尔

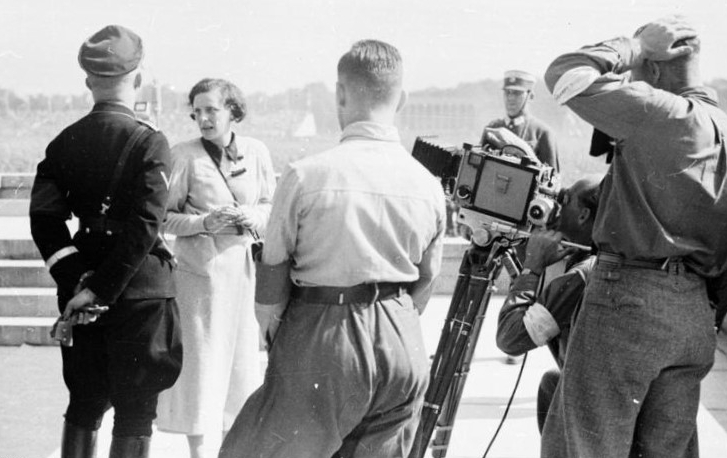
莱尼·里芬斯塔尔（左二）與身著黑色軍裝的希姆萊（左一背向者），於1934 年紐倫堡时的拍攝。

里芬斯塔尔之前是一名演员，她在1932年执导了她的第一部电影《蓝光》。在此期间，她被希特勒在纳粹集会上的讲话深深吸引，随后她与希特勒保持了多年的往来。希特勒也同时欣赏她的《蓝光》，并在1933年询问她是否可以拍摄一部关于每年一度的纽伦堡党代会的影片。此时纳粹刚刚夺取政权，根基尚不稳固，大多数德国人对其并没有什么认识，外国更是如此。
在《我的奋斗》中，希特勒谈到了一战期间英国政治宣传的成功，基于人民的无知，简单的重复和对情绪压过理性的渲染已是足够的了。希特勒选择里芬斯塔尔是因为他希望这部影片具有“艺术上的完美观感”以吸引对政治不感兴趣的观众。但他同时认为政治宣传不能含有任何令人产生怀疑的元素，因此虽然该片具有独到而充满诗意的艺术色彩，其仍可被视为一战风格的平实政治宣传的延续。
里芬斯塔尔最初并不情愿参与拍摄，不仅仅是因为道德上的疑虑，更因为她希望继续拍摄故事片。希特勒坚持希望里芬斯塔尔为其拍摄党代会影片，她最终答应拍摄1933年的党代会纪录片：《信仰的胜利》（Der Sieg des Glaubens）。然而，该片拍摄过程中存在诸多技术缺憾：里芬斯塔尔缺乏准备（仅有数天时间），希特勒亦未能自然地面对镜头。更糟糕的是，里芬斯塔尔和部分纳粹党官员，特别是和戈培尔之间产生了矛盾。戈培尔希望这部电影由宣传部发行。虽然《信仰的胜利》取得了票房上的成功，但由于冲锋队领袖恩斯特·罗姆在该片中承担主要角色，在长刀之夜将其处决之后，这部电影对纳粹党而言显得尤为尴尬。纳粹党下令将一切与罗姆相关的事物从德国历史上抹去，因此《信仰的胜利》一片的拷贝被大量销毁。
1934年，里芬斯塔尔不愿重蹈《信仰的胜利》失败的覆辙，最初她推荐沃尔特·鲁特曼来担任新影片的导演。沃尔特·鲁特曼拍摄的影片表现了1923到1934年纳粹党的兴起，但由于过于具有宣传意味，希特勒并不欣赏他的作品。在他的一再邀请和提供私人协助、并保证宣传部等其他纳粹部门不干涉的前提下，里芬斯塔尔最终答应希特勒担任影片导演。

## 制作

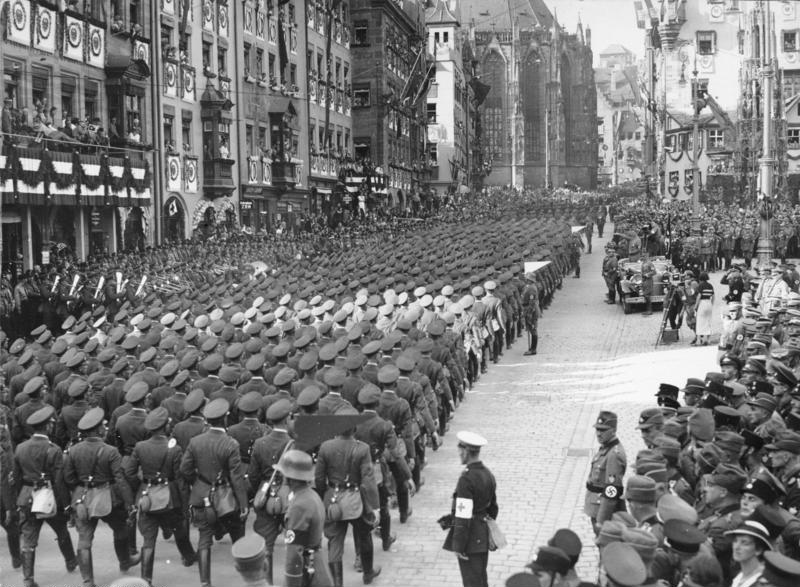
国防军的阅兵队伍，莱尼·里芬斯塔尔及其摄制组在希特勒的轿车前拍摄

影片的脚本与《信仰的胜利》很相似，有些镜头甚至如出一辙：如纽伦堡城中的一些镜头，两片甚至都对街上的一只猫进行了拍摄。另外，赫伯特·温特也重新使用了他在前片中创作的音乐。而与《信仰的胜利》不同的是，里芬斯塔尔拍摄本片时有着充裕的预算以及充分的准备时间。另外，她也取得了戈培尔等纳粹高级官员的协助。苏珊·桑塔格称，“这次集会在筹划时不仅是为了举办一个宏伟的群众集会，更是为了拍摄一部宏伟的宣传电影。”拍摄过程中，希特勒的私人建筑师阿尔伯特·斯佩尔设计了在纽伦堡的场景，并作了大量的协调工作。演讲者的讲台前挖了一些坑，以便摄影师能按照里芬斯塔尔期望的角度拍摄。现场也铺设了导轨以便拍摄人群行进的影像。一些纳粹党领导人和高级别官员也在录音室中为那些音质不佳的演说片段重新录音。此片的拍摄团队在当时极为庞大：拍摄团队共计172人，其中有10名技术人员、36名摄影师及助理（分为16个小组共30台摄影机）、9名航拍摄影师、17名新闻片制作人及12名员工、17名灯光师、2名摄像师、26名司机、37名安保人员、4名工人、2名办公助手。摄影师多穿着冲锋队制服以避免在人群中过于显眼。
拍摄结束后的素材时长61小时，里芬斯塔尔需要将其剪辑到2小时以内。[6]这对她而言是一个艰巨的任务，她在剪辑时有时就睡在编辑室中以尽快完成工作。[8]

## 主题

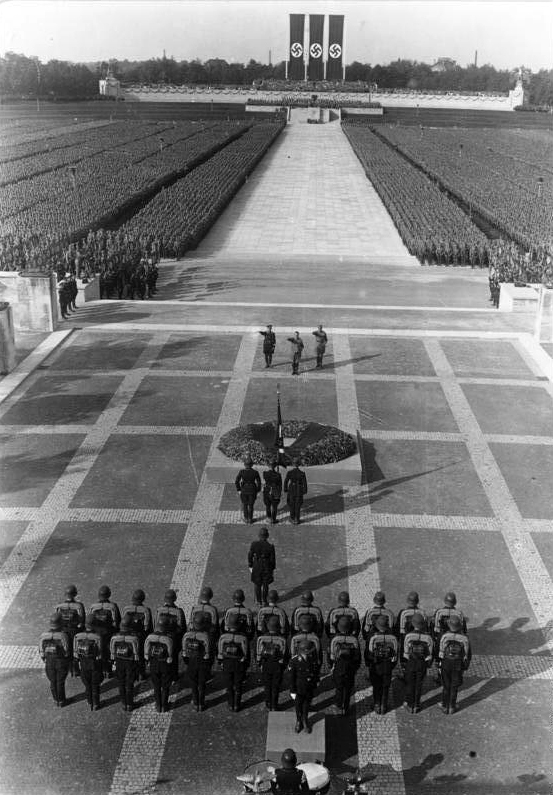
1934年党代会上“荣耀亡者”的场面，从左至右分别为親衛隊领导人海因里希·希姆莱、阿道夫·希特勒、冲锋队领导人维克多·鲁茨，他们穿过平台走到全国党代会集会场的荣誉之殿（Ehrenhalle）前。

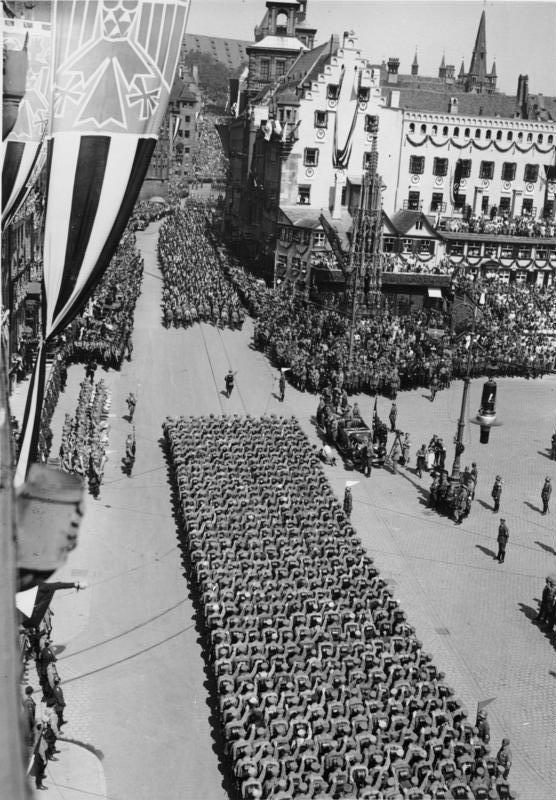
冲锋队和党卫队在纽伦堡的游行

### 宗教
今天早晨的开幕式…更像是一场华丽的表演，同时具有一种神秘主義色彩以及类似在哥特式大教堂举行復活節或圣诞节弥撒般的宗教热情。
 — 美国记者威廉·夏伊勒
《意志的胜利》有时被视为纳粹政治性宗教的一个例子。二战前基督教是德国的主要宗教，影片同基督教的联系使观众更容易对影片产生认同。
影片中许多场景具有宗教气氛。影片开头希特勒如同神祇般从天而降，掠过大教堂的尖塔。教堂的钟声亦在许多场景中出现，片末的阅兵也是在纽伦堡圣母堂前拍摄的。希特勒所经之处的人群呈现出宗教般的狂热，国家教会领导人路德维希·穆勒也出现在纳粹高级官员行列中。希特勒在片末演说中将纳粹党员比作圣事人员。其手持血旗与新党旗接触的仪式具有很强的宗教色彩。影片中希特勒的飞机穿越云海从天而降的场景、拍摄演说时的仰视镜头、人群兴奋欢呼的场面将希特勒表现为救世主。正如弗兰克·汤玛苏罗所评论的：“希特勒被描绘为拯救德国的救世主，只要国民将自己的命运交由他安排。”

### 力量
凭着我们的意志，我们的国家和帝国将在接下来的千年中永存。
 — 希特勒
自一战结束以来，德国民众少有见到军事力量的展示，大规模的阅兵能使观众感觉到德国重新成为了列强之一。国家劳役团成员以持枪的姿势手持铁锹行进，万字符和鹰徽则让人联想起罗马军队的古风。纳粹党武装力量的展示亦是对德国境内持不同政见者的震慑。
希特勒的航空旅行亦被视为其个人力量的展示。根据肯尼斯·普福尔（Kenneth Poferl）的记述，1930年代乘坐飞机是极为奢侈的，仅局限于少数人，希特勒是第一个乘坐飞机参与竞选活动的政治家。其飞抵机场受到民众欢迎的画面更加突出了他的形象。希特勒所发表关于原冲锋队领袖罗姆的演说也提醒人们他是权力的掌控者。

### 团结
一旦我们的宣传承认了对方哪怕一丝的正确性，我们自己的正确性的根基就会因怀疑而被动摇。
 — 希特勒
团结和统一的主题在该片中多次出现，这也是希特勒的政治宣传中着重强调的一点。纽伦堡城外希特勒青年团的营帐整齐划一，赤膊而不加衔别标志的青年团员显示着阶级的平等，齐步行进的镜头亦是对统一的表现。

希特勒对工人的演说也提到了统一的内容：
劳动的理念不再是区分而是统一，在德国再也不会有将体力劳动视作低于其他劳动形式的人了。
 — 希特勒

儿童也被用来传达统一的理念：
我们希望成为一个团结的国家。你们，我的青年们，将建成这个国家。未来，我们不愿看到阶级差异和结党营私，你们也决不能允许它们在你们中间形成。将来的一天，我们要看到一个统一的国家。
 — 希特勒
片中许多镜头淡化了纳粹党、德国和德国人民的概念：身着传统服饰的德国农民会见希特勒、使人联想起中世纪狂欢习俗的夜间火炬游行、纳粹党党旗与德意志帝国黑白红国旗并排飘扬、希特勒向一战士兵致敬等。劳役团成员依次报出他们来自何方，让观众感受到纳粹党不仅是根基在巴伐利亚州的活动，而是一个泛日耳曼主義运动。
党就是希特勒 — 希特勒就是德意志，德意志也就是希特勒！
 — 鲁道夫·赫斯

## 希特勒的演说

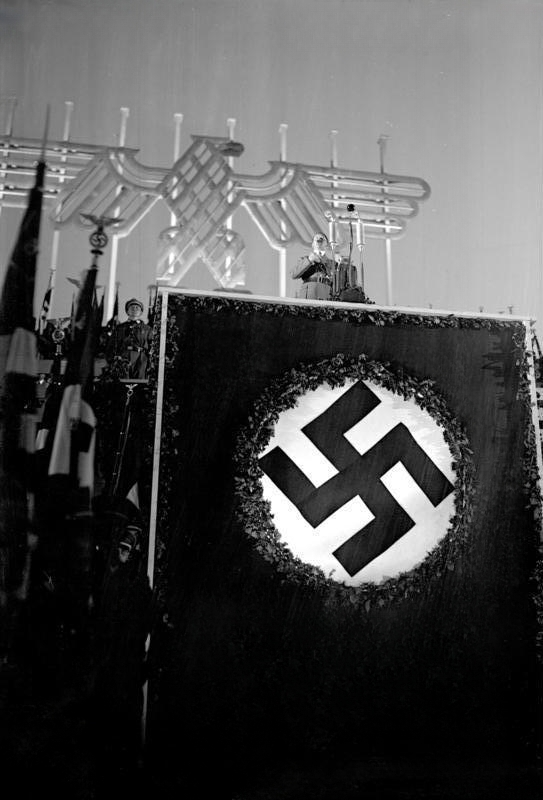
希特勒在党代会集会场齐柏林场对普通党员发表演说

除片中呈现的主题外，德国的荣誉感和净化德意志民族等纳粹德国的理念通过片中的演说进一步被阐释出来：
片中的演说大多将民族荣誉感作为主要内容之一，希特勒呼吁德国人民不要满足于现状及德国因战败而失去权利的现实。德国人民应当充满自信，寄信于德国境内的国家社会主义运动。希特勒通过统一德国而增强民族荣誉感，这一过程中也消灭了不符合纳粹政权要求的事物。
希特勒相信社会净化将有助于统一德国，除非雅利安人種外，患病者、残疾人和其他被认为不健康及不纯净的人都被纳入灭绝范围。片中，希特勒对人群演说到德国必须重新审视自己，找到那些不属于德国的人，以及官僚内部的腐败分子：“那些坏分子，他们不属于我们！”。尤利乌斯·施特莱彻则在他的演说中强调了种族净化的重要性及其后果。
希特勒对人群的演说中强调他们应当对自己和国家充满自信，德国人民因社会的净化取得了进步。希特勒希望人们认为这一运动是为了国家和人民的利益。希特勒更强调纳粹德国将持续千年，青年人将接过前人的责任。片末赫斯带领众人行纳粹礼，呼喊“胜利万岁”的口号则体现了与会纳粹党员的忠诚。会议在希特勒“国家社会主义运动万岁！德国万岁！”口号的气氛中达到了高潮。

## 反响

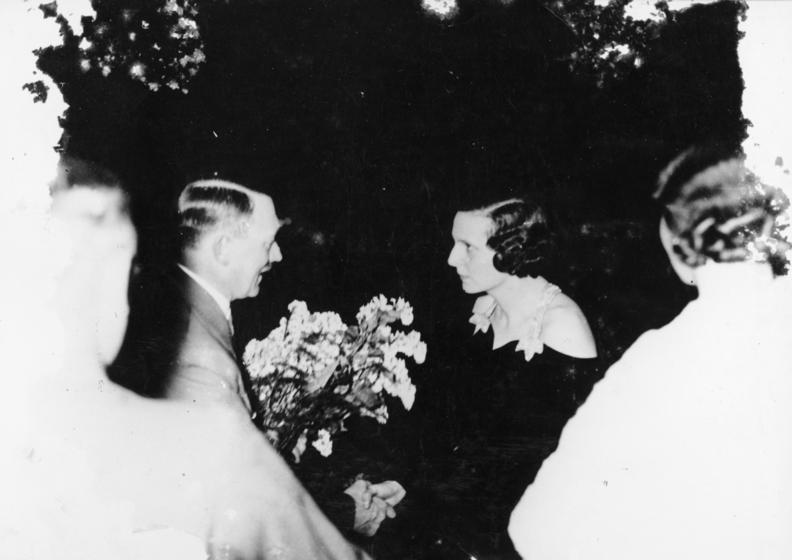
1934年希特勒祝贺莱尼·里芬斯塔尔

《意志的胜利》于1935年3月28日在柏林乌发宫剧院首映并迅速取得了成功。在两个月间就取得了815,000國家馬克的收入，乌发电影公司认为该片是当年盈利最佳的三部影片之一。希特勒称赞该片为“对我们运动力量和美的无与伦比的赞美”。里芬斯塔尔亦因该片被授予德国电影奖（Deutscher Filmpreis）、1935年威尼斯双年展金牌及1937年巴黎世界博覽會大奖。
有意见指出这部影片会导致许多人转向法西斯主义，电影史学家理查德·泰勒认为意志的胜利不仅仅放眼于国内的宣传。2003年《独立报》写道：“《意志的胜利》蛊惑了许多人，使他们赞赏而非轻视纳粹主义，无疑为纳粹党在世界范围内争取了很多朋友和盟友”。但该片在国外并非都受到热烈的欢迎，英国纪录片人保罗·罗查称其单调乏味，另一些人则因其亲纳粹的倾向而排斥该片。
《意志的胜利》一片使里芬斯塔尔闻名世界直至今日。《经济学人》称“（该片）使其得到了20世纪最伟大女导演的名誉”。她共拍摄了八部影片，但只有两部在德国之外被广泛关注，里芬斯塔尔的知名度很大程度上源自她所拍摄的《意志的胜利》。然而，她的导演生涯也毁于此片，战后她因纳粹同情者的身份被盟军囚禁四年，并被列入电影界黑名单。她在2003年去世后，新闻媒体亦提到了《意志的胜利》在她作品中的地位。

## 争议
正如美国导演大衛·格里菲斯的《一個國家的誕生》，《意志的胜利》被批评为利用壮观的影像来宣扬不道德的体制。二战后的德国将其视为纳粹宣传，并据去纳粹化法律来限制其播放，但教育用途除外。里芬斯塔尔辩解称当时她对纳粹主义的理解很天真，并不了解希特勒的种族灭绝和反犹太主义政策。她同时指出《意志的胜利》一片中“一个反犹主义的词也没有”，然而片中却收录了尤利乌斯·施特莱彻的演讲（犹太人迫害者，在纽伦堡审判中被判死刑）：“一个不保持其种族纯净的民族将会灭亡”。美国影评人罗杰·埃伯特认为影片中反犹主义话语的缺失是反复考量后的蓄意而为，以使影片的宣传效果更好。
里芬斯塔尔多次为指控她是纳粹宣传者辩解，称该片注意力放在了影像而不是观点上，应将其视为一个整體藝術。1964年，她提到：
如果你今天再看这部影片，你可以确定它没有任何摆拍。所有的内容都是真实的，影片中也没有任何带有倾向性的评论。它是历史，是一部真正的历史影片… 是一部真實電影（film-vérité）。它反映了1934年的历史现实。因此它是一部纪录片，而不是宣传影片。哦！我对宣传影片很了解。那种影片有摆拍的场景来表现某个观点，或将某几个事件按照重要度连接起来。我觉得我自己在面对事件的情况下总是注意特定的时间和地点，我的影片也是本着这样的原则拍摄的。”
里芬斯塔尔积极参与到了纽伦堡集会中，但后期她大幅淡化了她的影响力，称：“我只是进行观察并试着将其拍好，认为我协助策划这一集会的观点是完全荒谬的。”罗杰·埃伯特认为“《意志的胜利》无疑是最好的纪录片之一”但由于其传达了被众人视为惡的理念，这部影片带出了“艺术和道德间的经典问题：是否存在纯粹的艺术，或是所有艺术均表达了政治见解？”他又在另一个场合提到这部影片“公众的观点认为这部影片是伟大而邪恶的”，并认为其笨拙、沉闷的宣传技巧并不能操控大多数人。
美国评论家苏珊·桑塔格认为《意志的胜利》是“有史以来最成功、最纯粹的宣传电影，影片独特的构想否定了导演可以将美学的或视觉上的概念和宣传独立开来。 ”桑塔格指出，里芬斯塔尔参与策划纽伦堡集会设计、庞大的摄影阵容和纳粹官员协助证明里芬斯塔尔的工作并不是一个艺术家而是一个政治宣传者。另外，这并不是她所拍摄的第一部政治影片，亦不是最后一部。桑塔格提到“对于辩护里芬斯塔尔拍摄的是一部纪录片的人，纪录片和政治宣传间有明确的差异。在《意志的胜利》中，影像不仅仅是现实的记录，现实被构建出来是为影像服务的。”
布赖恩·温斯顿曾在其文中反驳桑塔格的观点，他认为纳粹策划的影像场面（Mise en scène）本身即是令人印象深刻的，任何导演都可以拍摄这样的影片，尤其是在有机会参与布景的前提下。形式上，阅兵和演讲在片中交替出现，温斯顿认为观众们均能同意这样的手法是缺乏想象力而单调的。

### 国防军的反对
在本片发布前，德意志国防军的几位将军抗议片中并未出现太多国防军的镜头，仅检阅德国骑兵部队的场面与国防军有关。更多的是纳粹党组织的镜头。希特勒因此在艺术效果上做出了妥协，允许在片中用慢镜头扫过一排德国将军，以示对被忽视的国防军的安抚。但里芬斯塔尔称她拒绝了希特勒的建议，坚持要她把握全片的艺术效果。她最后答应在1935年集会时专门为国防军拍摄一部影片：《自由之日：我们的国防军》。

## 影响
尼古拉斯·里夫斯写道：“许多第三帝国和阿道夫·希特勒最永恒的影像都来自于里芬斯塔尔的电影。 ”
二战期间法兰克·卡普拉为盟军拍摄的《我们为何而战》使用了《意志的胜利》中的镜头。卡普拉后来提到：“《意志的胜利》不发一枪、不投一弹。但作为摧毁抵抗意志的心理学武器而言，它是致命的。”二战期间狄兰·托马斯创作了一部剧本《就是这些人》，以《意志的胜利》片段来渲染纳粹的独裁领导。
1942年，英国信息部的查尔斯·A·雷德利（Charles A. Ridley）制作了一部宣传影片《蘭貝斯舞 - 纳粹风格》（Lambeth Walk - Nazi Style），使用了希特勒阅兵的场景配上当时流行的英国舞曲《蘭貝斯舞》以制造讽刺效果。这部影片激怒了约瑟夫·戈培尔，据称他踢开椅子离开了放映室高声称该片为亵渎。丹麦抵抗运动成员曾控制当地剧场播放这部影片。有人认为，这是最早出现的鬼畜恶搞。
《意志的胜利》被导演彼得·杰克逊、雷利·史考特等当代艺术家所研究，查理·卓别林的《大独裁者》讽刺了《意志的胜利》中的场面。1960年的瑞典影片《我的奋斗》中使用了《意志的胜利》的画面，里芬斯塔尔因此控告发行公司Minerva侵犯版权，但该案被搁置。她对德国发行商的诉讼则取得了胜利，德国发行商同意支付她德国发行补偿费30,000马克，以及在奥地利发行的补偿费5,000马克。

## 延伸阅读
- Cheshire, Ellen. . Kamera. 2000. （原始内容存档于2005-12-17）.
- Kershaw, Ian. . Oxford, NY: Oxford University Press. 1987: 48–49. ISBN 0-19-821964-4.
- Shirer, William. Berlin Diary: The Journal of a Foreign Correspondent 1934-1941. New York, Alfred A. Knopf, 1941. Includes a contemporary account of the 1934 Nuremberg rally.
- Smith, David Calvert. . Richardson, TX: Celluloid Chronicles Press. 1990. （原始内容存档于2002-02-20）. (Complete Screenplay)
- Welch, David. . New Fetter Lane, London: Routledge. 1993: 65–72  [2013-12-05]. ISBN 0-415-09033-4. （原始内容存档于2014-05-05）.